# Спиш, Жан-Мари
Жан-Мари Антуан Жозеф Спиш (фр. Jean-Marie Antoine Joseph Speich; род. 15 июня 1955, Страсбург, Франция) — французский прелат и ватиканский дипломат. Титулярный архиепископ Сульци с 17 августа 2013. Апостольский нунций в Гане с 17 августа 2013 по 19 марта 2019. Апостольский нунций в Словении и апостольский делегат в Косово с 19 марта 2019 по 12 апреля 2025. Апостольский нунций в Нидерландах с 12 апреля 2025.   